# Terme Berzieri

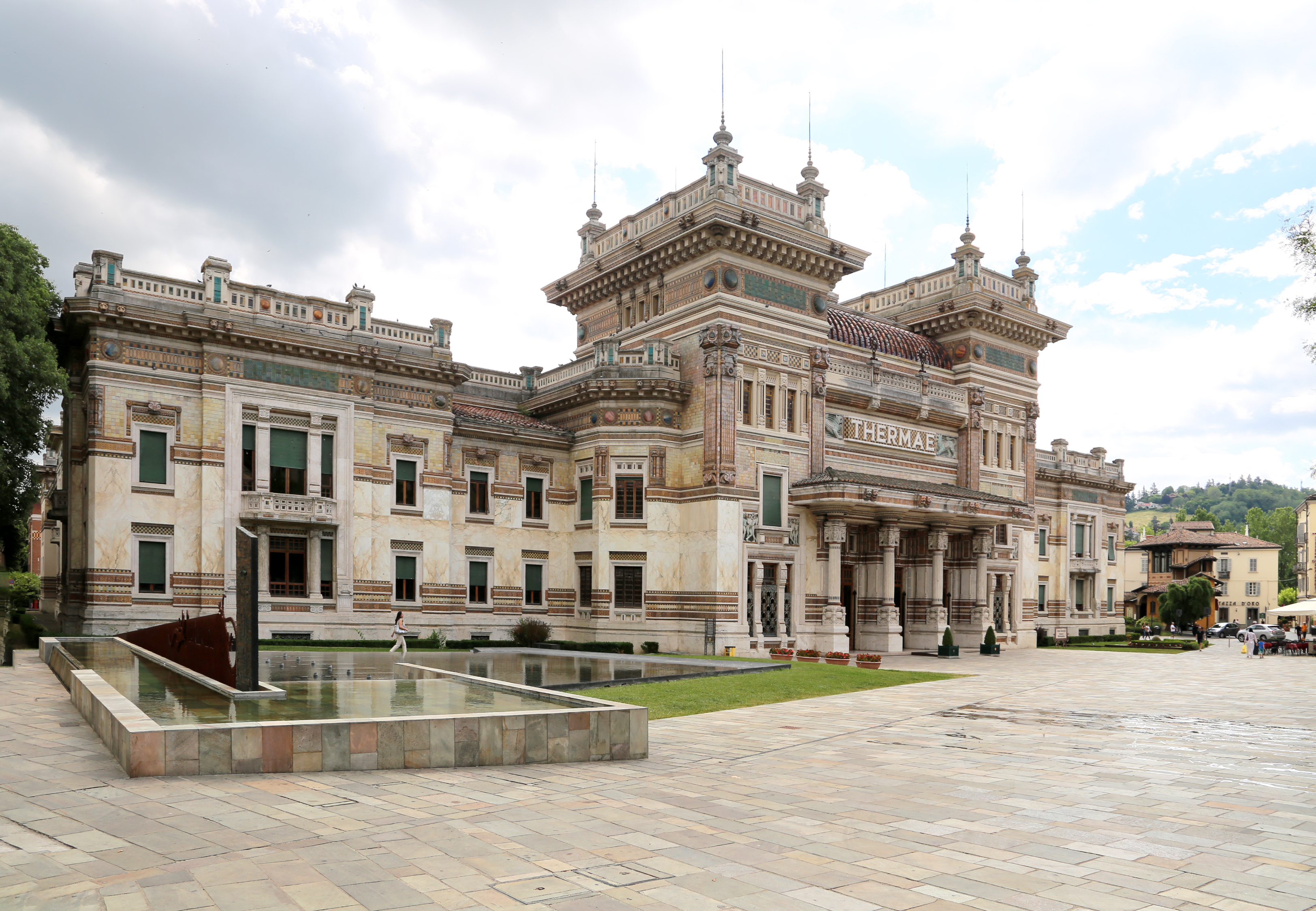
Terme Berzieri, Hauptfassade

Die Terme Berzieri, auch Thermae Berzieri genannt, sind ein Jugendstil- und Art-déco-Palast aus den 1920er-Jahren in Salsomaggiore Terme in der italienischen Region Emilia-Romagna. Er liegt an der Piazza Berzieri und gilt als einmaliges Beispiel einer Thermalanlage im Art-déco-Stil. In der bedeutenden Thermenanlage ist neben einem Wellnessbereich das chemische Institut mit pharmazeutischem und kosmetischem Büro untergebracht.

## Geschichte

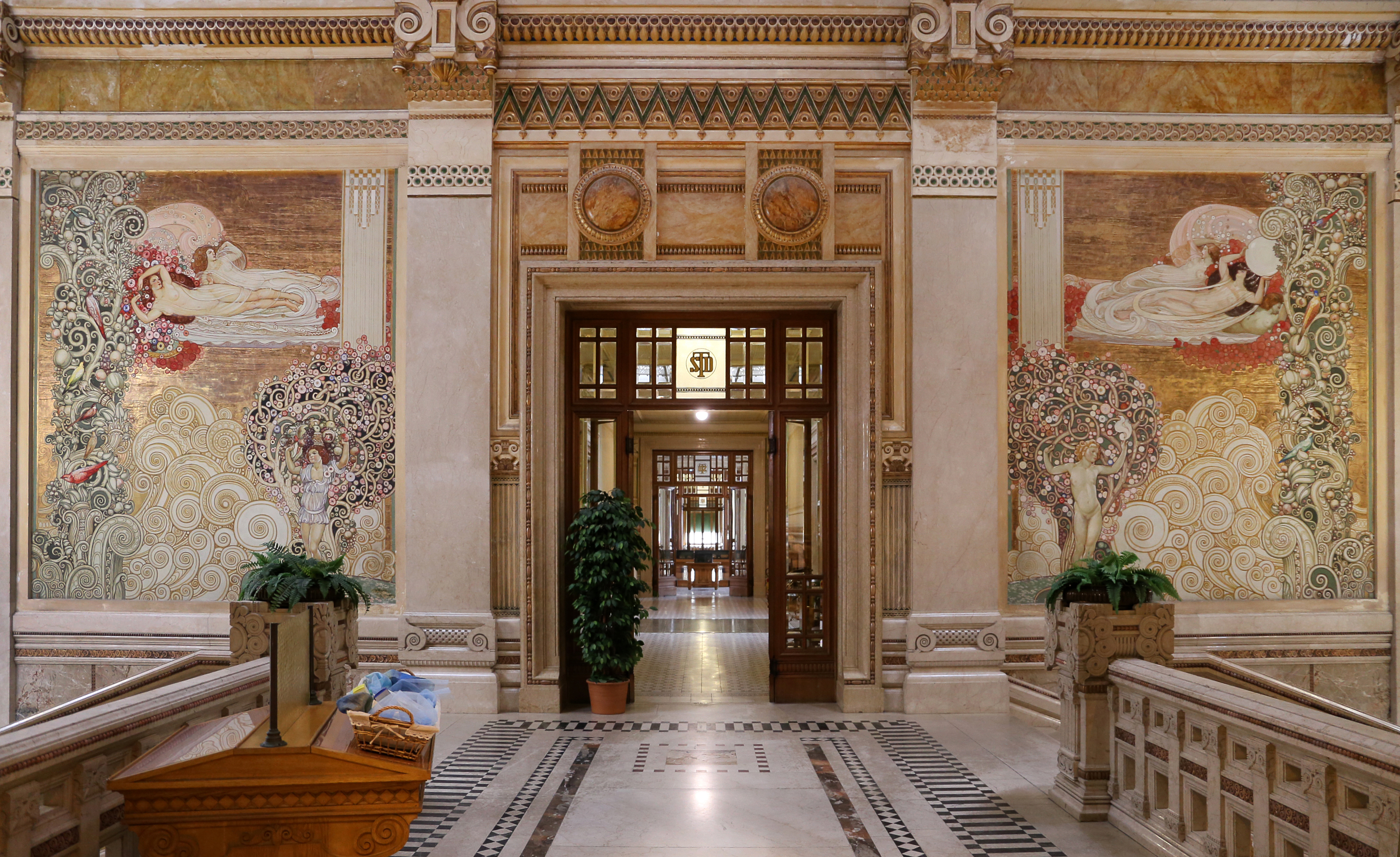
Die Fresken von Galileo Chini

Nach der Entdeckung der heilenden Eigenschaften der Iod-Bromsalzwässer von Salsomaggiore durch den Dottore Lorenzo Berzieri im Jahre 1839 gestattete die herzogliche Regierung 1847 dort die Errichtung einer ersten Anlage, die von Dottore Giovanni Valentini in einem Privathaus eröffnet und zunächst von dem Grundschullehrer Lodovico Rocca geleitet wurde. 1850 erhielt Graf Alessandro d'Adhèmar die Konzession. Er nutzte eine der Arkaden, die an die alte Saline des Dorfes angebaut war, und ließ sie in ein Thermalgebäude umbauen, das anfangs mit 12 Badekammern ausgestattet war.
Einige Jahre später annullierte die herzogliche Regierung den Vertrag mit dem vorhergehenden Verwalter und beauftragte den Architekten Pier Luigi Montecchini mit der Erweiterung der Anlage. Sie wurde 1857 im klassizistischen Stil neu erbaut und dem Markgrafen Guido de la Rosa Prati übergeben. Das immer weiter wachsende Klientel brauchte bald neue Räumlichkeiten, die man durch Bau eines neuen Thermenpalastes in den 1880–1883 erhielt, der „Stabilimento Dalla Rosa“ oder „Stabilimento Nuovo“ genannt wurde. Das neue Gebäude (abgerissen 1968) entstand in der Nachbarschaft des alten, das nun „Stabilimento Vecchio“ genannt und seinerseits 1897 erweitert wurde.
Die Erben des Markgrafen taten sich mit Giacomo Corazza, dem Eigentümer der Siedlung Tabiano Castello und des Castello di Tabiano zusammen und gründeten die Società Dalla Rosa & Corazza e.C., die sich 1912 entschloss, ein neues Thermalgebäude an der Stelle des „Stabilimento Vecchio“ zu errichten, wobei sie mit der Projektierung den Architekten Giulio Bernardini beauftragten, der mit dem Architekten Ugo Giusti zusammenarbeitete. Im Folgejahr erließ der Finanzminister, Luigi Facta ein Gesetz, das alle Bergbaukonzessionen, darunter auch die für Thermalbäder, widerrief; ihre Verwaltung wurde verstaatlicht. Dennoch wurde der Neubau des Gebäudes auch von der staatlichen Liegenschaftsverwaltung betrieben, die es 1914 finanzierte und die Baustelle einrichten ließ.

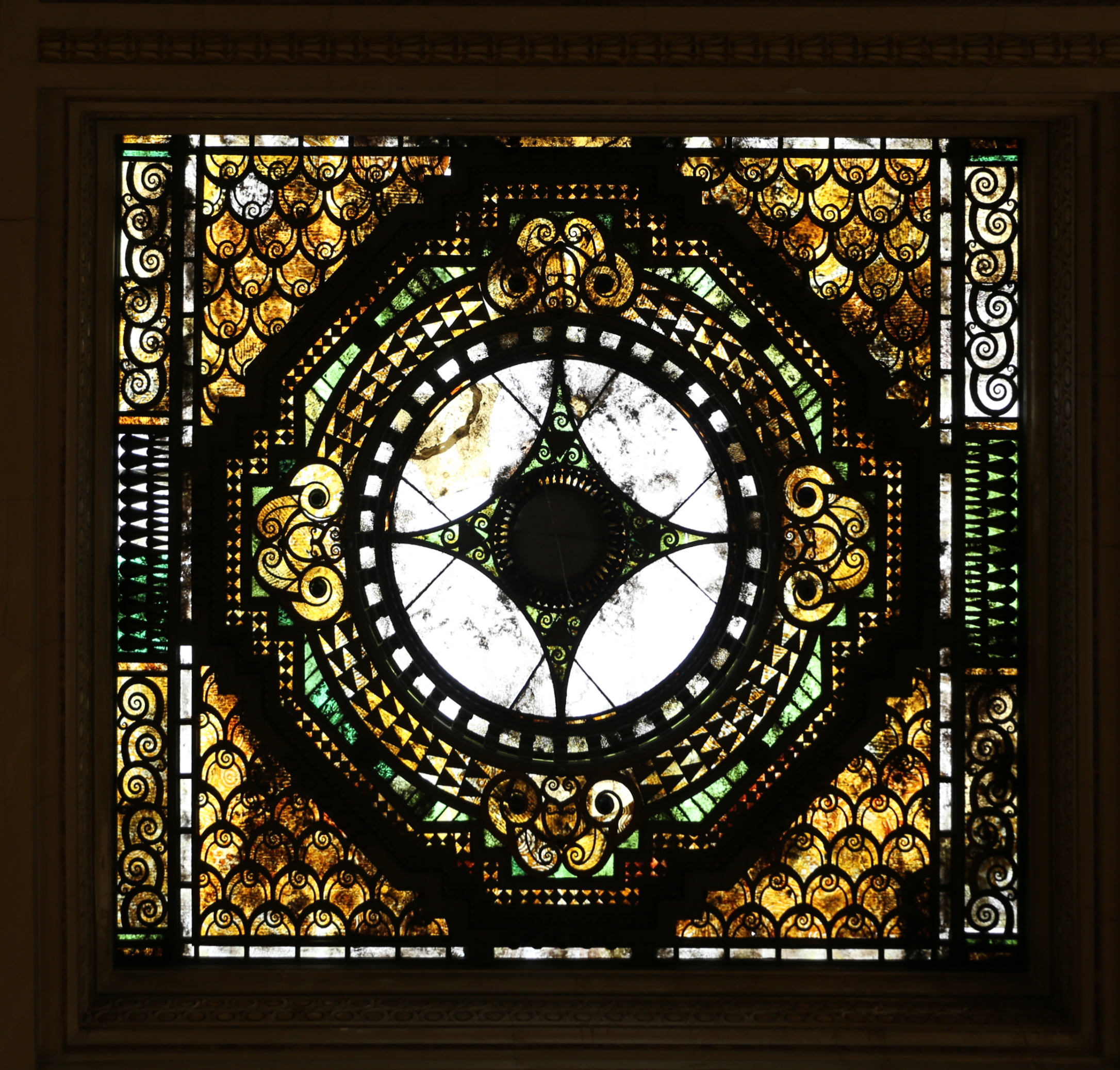
Ein inneres Glasfenster

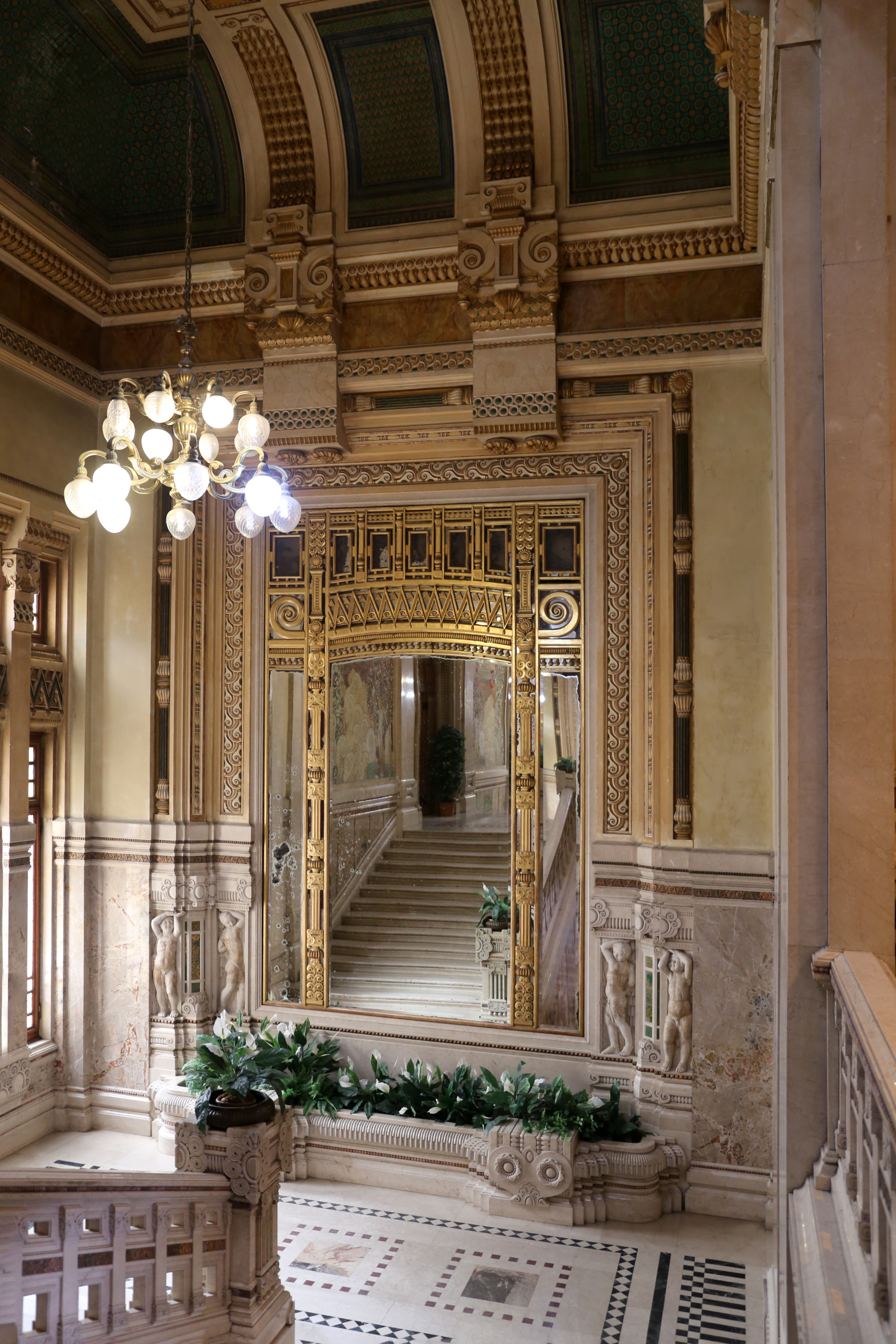
Innentreppe

Die Arbeiten, die durch die Notwendigkeit, die Thermalwasserversorgungssysteme im alten, klassizistischen Gebäude funktionstüchtig zu halten, verlangsamt wurden, betrafen zuerst den rechten Gebäudeflügel und die Maschinenausstattung. Der Erste Weltkrieg verursachte eine Unterbrechung der Bauarbeiten, die zum Ende des Konfliktes wieder aufgenommen wurden, und zwar unter der Leitung von Architekt Giusti, nachdem sich Architekt Bernardini zurückgezogen hatte. Die Fassade dann mit leichten Änderungen gegenüber dem ursprünglichen Projekt neu gestaltet, und zwar dank des Beitrags des Malers und Bildhauers Galileo Chini, der sich durch die orientalische Architektur inspirieren ließ, die er während seines Aufenthaltes in Bangkok von 1911 bis 1914 studiert hatte.
Für den kolossalen Bau, der die enorme Summe von 23 Mio. Lire kostete, brauchte es die Arbeitskraft von Hunderten von Maurern, Steinmetzen und Dekorateuren, zu denen noch die Kunstschmiede der Werkstatt von Antonio Veronesi kommen, die die Dekorationen aus Schmiedeeisen schufen, die Kunsthandwerker der Fornaci Chini in Borgo San Lorenzo, die die zahlreichen Keramiken fertigten, und die zahlreichen Steinmetzen, die den roten Veroneser Marmor, den weißen Botticino-Marmor aus Rezzato, den weißen Carrara-Marmor, den gelben Marmor aus Siena und darüber hinaus auch den Travertin aus Rapolano bearbeiteten. Darüber hinaus rief man den Maler Giuseppe Moroni aus  Cremona für die Schaffung der Fresken im Inneren; er malte das Triptychon an der Innenfassade.
Die Einweihung der Anlage, die damals als „die schönste Thermenanlage der Welt“ definiert wurde, fand feierlich in Gegenwart des Ras von Cremona, Roberto Farinacci, und zahlreicher faschistischer Minister am 27. Mai 1923 statt. Ihr folgte 1941 eine zweite Einweihungsfeier in Gegenwart des Duce, Benito Mussolini, angelegentlich der Bohrung einiger Ölquellen in der Gegend.
Zwischen 1920 und 1930 wurde auf der Rückseite des großen Thermalgebäudes, das nach Lorenzo Berzieri benannt wurde, genau in Linie mit diesem, das chemische Institut erbaut, das ebenfalls von Architekt Ugo Giusti projektiert wurde.
1997 legte das Gesetz namens Collegato Bassanini die ersatzlose Aufgabe der Thermalanlagen in staatlicher Hand an die Regionen fest. Im Folgejahr wurde die Gesellschaft „Terme di Salsomaggiore“ gegründet, deren Eigentümer die Gemeinde Salsomaggiore Terme, die Provinz Parma und die Region Emilia-Romagna sind. Der neue Eigentümer ließ dann mit einigen Umbauarbeiten im Inneren des Gebäudes beginnen, wo ein modernes Wellnesszentrum entstand, das bis 2009 mehrmals mit dem Bau einiger Schwimmbecken im Tiefparterre erweitert wurde.
2015 wurde die Eigentümergesellschaft des Gebäudes, die 2008 in „Terme di Salsomaggiore e di Tabiano SpA“ umbenannt worden war, aufgrund der enormen Schulden, die sich über die Jahre angesammelt hatten, der Prozedur des Concordato preventivo (dt.: Konkurs in Selbstverwaltung) unterzogen. 2018 wurden alle ihre Güter, darunter der Palast der Terme Berzieri und die benachbarte Galleria Warowland zum Kauf angeboten. Am 29. Juni 2021 kaufte nach eine Reihe erfolgloser Versteigerungen die Cassa Depositi e Prestiti das Gebäude und stellte es unter die Verwaltung der privaten Gruppe Quadrio Curzio.

## Beschreibung

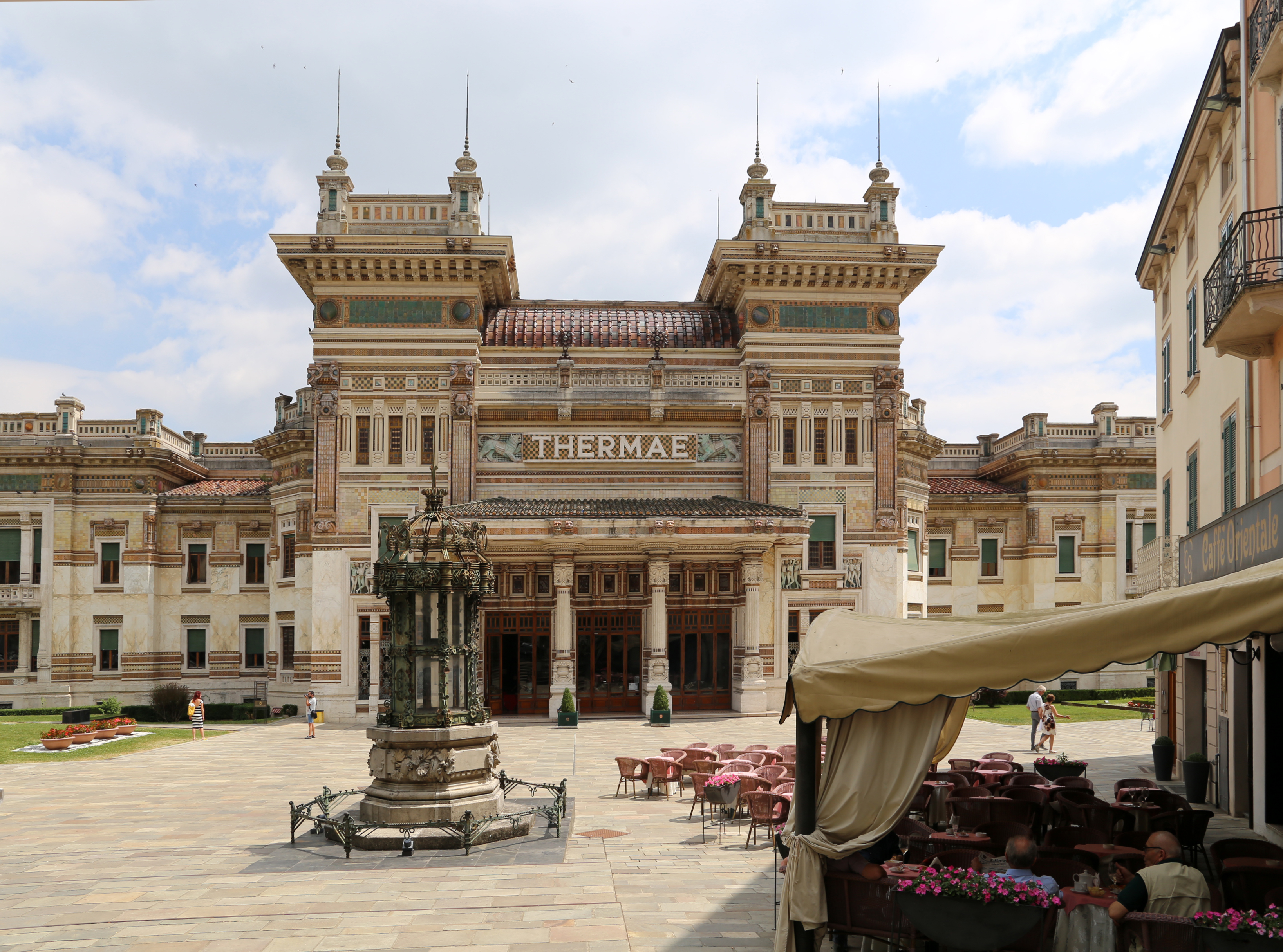
Fassade

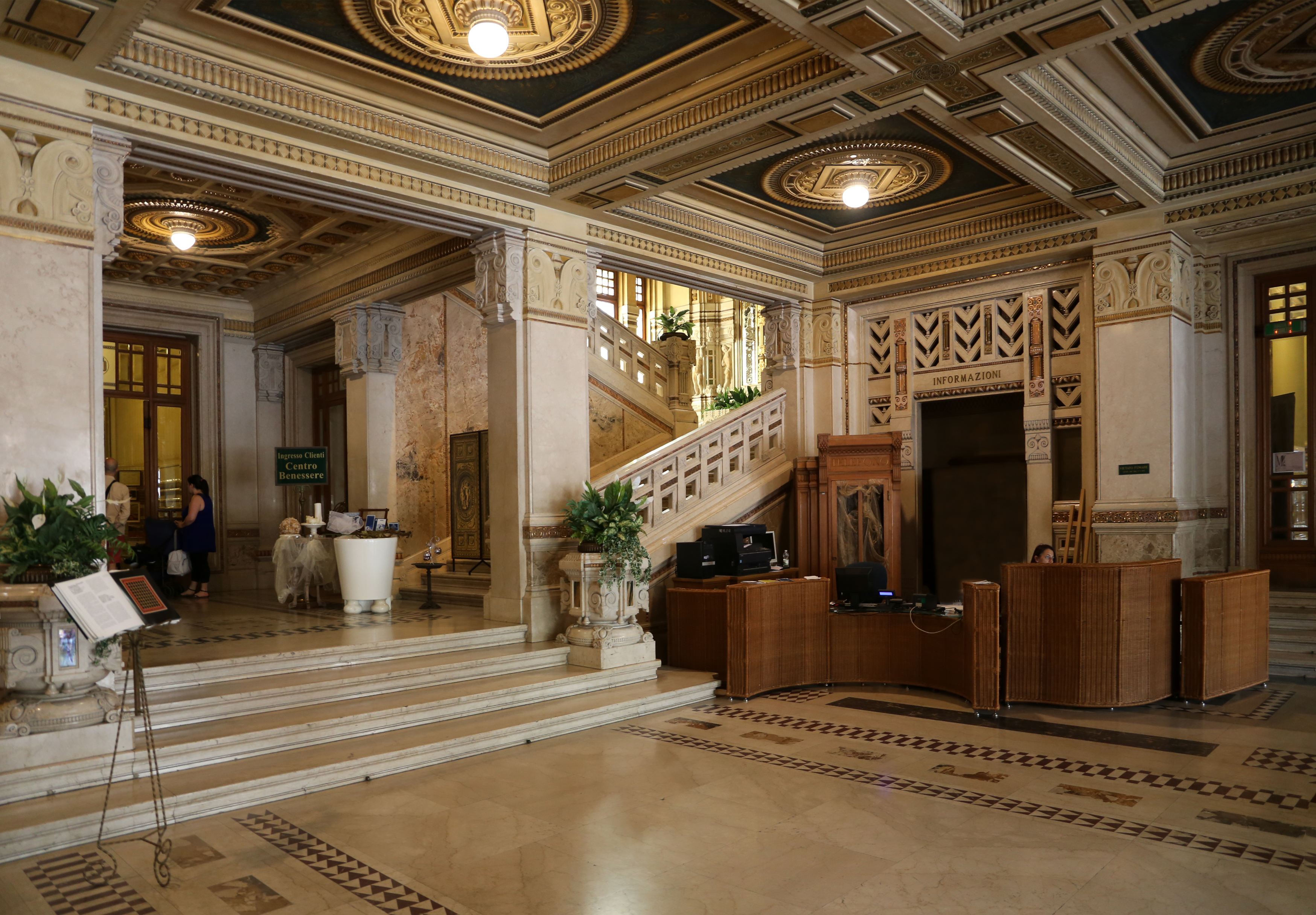
Innenräume

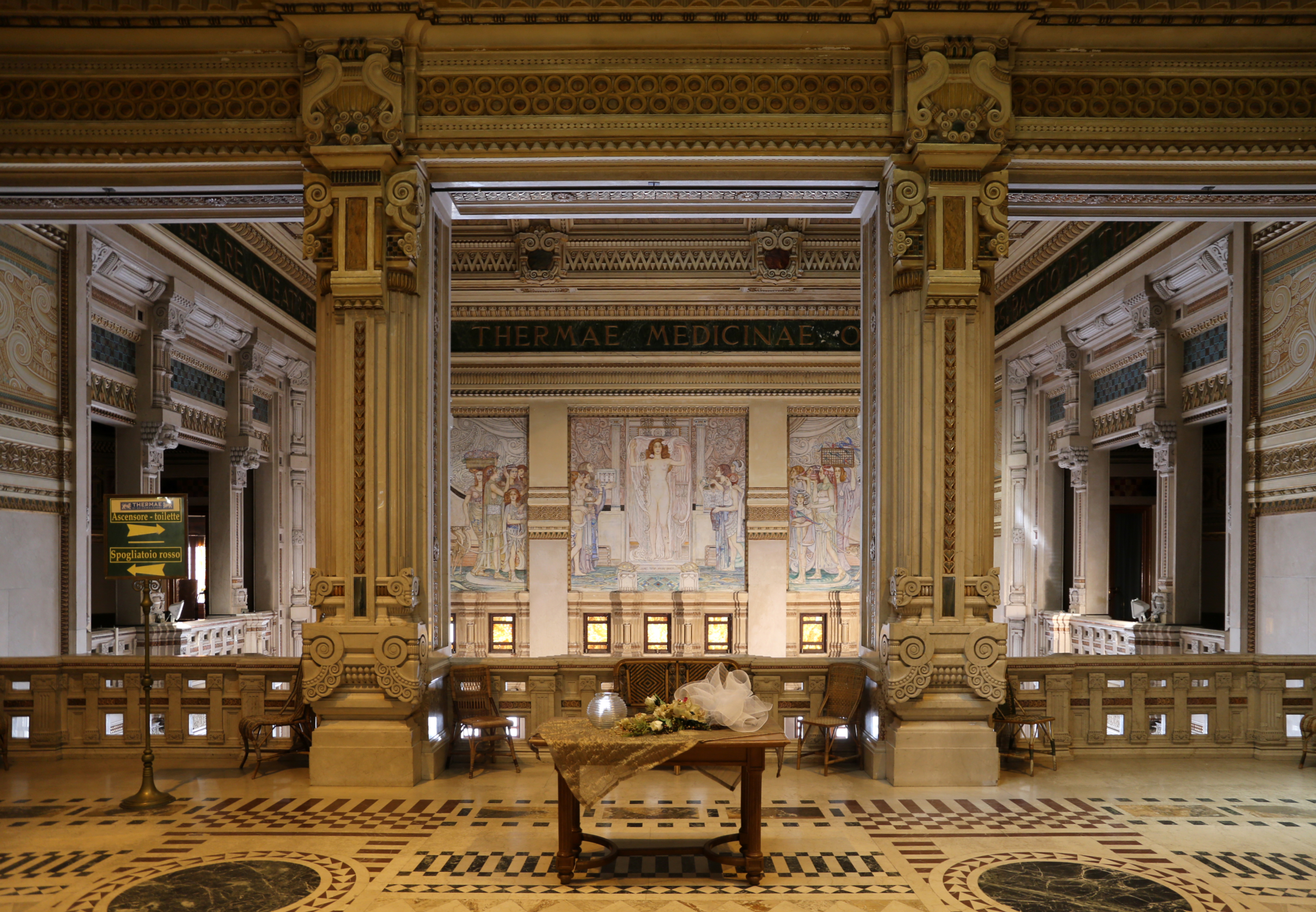
Innenräume

Der enorme Palast erhebt sich symmetrisch auf der Rückseite der imposanten Hauptfassade und ist mit drei parallelen Flügeln in Richtung des chemischen Instituts verlängert, das sich, wenn auch etwas losgelöst von den Thermen, in Fortsetzung seiner äußeren Umfassungsmauer fortsetzt. Der Gebäudekomplex zeigt stilistische Züge, die teilweise vom Jugendstil und teilweise von der orientalischen Kunst Thailands abgeleitet sind, aber vor allen Dingen vom Art déco unter der Inspiration der Wiener Secession und von Gustav Klimt.
Die Hauptansicht ist in drei Hauptbaukörper aufgeteilt, von denen der hervorspringende, mittlere durch zwei Türme gekennzeichnet ist, die sich auf beiden Seiten des monumentalen Eingangs erheben und vor der die hohe Vorhalle mit Baldachin liegt. Dekorationen decken jede Stelle der Fassade ab, die mit weißem, gelbem und rotem Marmor, Travertin, Mosaiken, Majolikas, Skulpturen, bemalten Glasfenstern, kannelierten Säulen, historisierten Kapitellen, Lisenen, Formellen und Schmiedeeisen verkleidet ist. Oberhalb des Vordachs fällt der enorme Schriftzug „THERMAE“ zwischen zwei blauen Löwen auf, die deutlich orientalisch inspiriert sind, was man auch an den Reliefen mit Mädchen in Kleidern über den Dreifachfenstern anschließend an den Eingang sieht. Geometrische Motive, verflochtene Pflanzen und vor allen Dingen zoomorphe Figuren folgen aufeinander, darunter die Köpfe eines Widders und einer Eule, die in die Kapitelle gemeißelt sind, und darüber hinaus die von Löwen, die sich paarweise entlang der Fassade der Vorhalle in der Mitte wiederholen. Sie wurden vom Steinmetz Francesco Aloisi geschaffen, der zusammen mit Guido Calori, der die Chimären und Odalisken schuf, einer der engsten Mitarbeiter von Galileo Chini war. Der extreme Variantenreichtum der Dekorationen ermöglichte der Fornaci Chini, die das Steinzeug und die Glasfenster schufen, die Erneuerung ihrer Produktion und versorgten sie jahrelang mit Arbeit.
Die Detailgenauigkeit, die den mittleren Baukörper herausstechen lässt, setzt sich ein einem Triumph aus Marmor und Majolikas auch auf den Seitenflügeln und entlang der Flanken des Komplexes fort, wogegen das chemische Institut auf der Rückseite, das auch reich an Dekorationen ist, eine größere Einfachheit der Materialien zeigt. Das Rückgebäude hat drei oberirdische Stockwerke und ein Tiefparterre.
Die Innenräume sind durch denselben Ornamentreichtum wie die Fassade gekennzeichnet. Insbesondere das sich über zwei Stockwerke erstreckende Atrium ist mit Marmorplatten, Gold, Stuck und Gemälden verkleidet, darunter das große Triptychon an der Innenfassade, auf dem die Göttin Hygieia mit ihren Mägden abgebildet ist. Es wurde in Tempera von Giuseppe Moroni gemalt.
Von weiten Atrium aus gelangt man in einen großen, rechteckigen Salon, der zur doppelten Monumentaltreppe hin offen ist, die an der Decke mit Stuckrosetten und bunten Glasfenstern dekoriert ist. Die beiden Treppenabsätze werden dagegen durch große Spiegel bereichert, deren Rahmen mit Stuck und Metall verziert sind. Im ersten Obergeschoss, an dessen Wänden zwei Gemälde herausstechen, die den „Herbst“ und das „Frühjahr“ zeigen und 1922 von Galileo Chini gemalt wurden, gibt es eine Loggia und zwei Runderker über dem imposanten Eingang, die mit einem großen Glasdach in blau und grün versehen sind.